# Antoinette Nana Djimou
Antoinette Nana Djimou Ida, född den 2 augusti 1985 i Douala, är en fransk friidrottare som tävlar i mångkamp.
Djimous genombrott kom när hon slutade fyra vid junior-VM 2004. Hon deltog även vid EM 2006 i Göteborg där hon slutade på 21:e plats i sjukamp. Under 2007 blev hon 11:a i femkamp vid inomhus-EM och utomhus avbröt hon VM i Osaka. 
Hon deltog vid Olympiska sommarspelen 2008 och slutade då på en 18:e plats. Hennes hittills främsta framgång är hennes bronsmedalj vid Inomhus-EM i Turin 2009.
Hennes bästa gren i Sjukamp är spjut. Hon slog sitt personliga rekord i spjut under VM i friidrott 2011 vilket mättes till 55.79 m. (Vilket var det bästa kastet i tävlingen) Spjutkastet förde upp henne från en tionde plats till en femte plats inför den avslutande grenen 800 m.  Antoinette blev till slut 7:a i VM 2011.

## Prestationer
| Year | Tournament                  | Venue               | Result     | Extra   |
| ---- | --------------------------- | ------------------- | ---------- | ------- |
| 2006 | Hypo-Meeting                | Götzis, Österrike   | 19:e plats | Sjukamp |
| 2006 | Europamästerskap            | Göteborg, Sverige   | 21:e plats | Sjukamp |
| 2007 | Inomhus EM i friidrott 2007 | Birmingham, England | 11:e plats | Femkamp |
| 2007 | Hypo-Meeting                | Götzis, Österrike   | 21:e plats | Femkamp |
| 2007 | Världsmästerskap            | Osaka, Japan        | DNF        | Sjukamp |
| 2008 | Hypo-Meeting                | Götzis, Österrike   | 12:e plats | Sjukamp |
| 2008 | Olympiska spelen            | Beijing, Kina       | 18:e plats | Sjukamp |
| 2009 | Inomhus EM                  | Turin, Italien      | 3:e plats  | Femkamp |
| 2011 | Inomhus EM                  | Paris, Frankrike    | 1:a plats  | Femkamp |
| 2011 | Världsmästerskap            | Daegu, Sydkorea     | 7:e plats  | Sjukamp |

## Personliga rekord
100 meter: 11.78
200 meter: 24.36
800 meter: 2.15.22
100 meter häck: 12.96
Höjdhopp: 1.83m
Längdhopp: 6.43m
Kulstötning: 16.17m 
Spjutkastning: 57.27m 
Femkamp: 4723 poäng
Sjukamp: 6576 poäng - London 2012